# 1886 au Manitoba
Chronologie du Manitoba
- 1882
- 1883
- 1884
- 1885
- 1886
- 1887
- 1888
- 1889
- 1890

Cette page concerne des événements qui se sont produits durant l'année 1886 dans la province canadienne du Manitoba.

## Politique
- Premier ministre : John Norquay
- Chef de l'Opposition :
- Lieutenant-gouverneur : James Cox Aikins
- Législature :

## Naissances
- 27 mars : Robert James Wood (décédé le 8 août 1954) fut un marchand et un homme politique municipal et fédéral du Manitoba.

- 2 avril : Reginald Barker est un réalisateur américain d'origine canadienne, né à Winnipeg et mort le 23 février 1945 à Pasadena en Californie.